# Erritsø Gymnastik- og Idrætsforening
Erritsø Gymnastik- og Idrætsforening (forkortet Erritsø GIF eller EGIF) er en dansk idrætsforening beliggende i Erritsø ved Fredericia, som har en række afdelinger med fodbold, badminton, gymnastik, rugby, svømning, håndbold og tennis på programmet. Idrætsforeningen blev stiftet i 1909.

## Ekstern kilde/henvisning
- Erritsø GIF's officielle hjemmeside Arkiveret 28. februar 2008 hos  Wayback Machine

| Sport | Spire Denne artikel om sport er en spire som bør udbygges. Du er velkommen til at hjælpe Wikipedia ved at udvide den. |